# Тархов, Юрий Павлович
Юрий Павлович Тархов (15 мая 1936, Понькино, Западно-Сибирский край — 8 марта 2024) — советский хоккеист, советский и казахстанский тренер по хоккею с шайбой. Почётный гражданин Усть-Каменогорска.

## Биография
Юрий Тархов родился 15 мая 1936 года в деревне Понькино Кыштовского района Западно-Сибирского края (сейчас в Новосибирской области).
Окончил Новосибирский индустриальный техникум по специальности «техник-технолог по холодной обработке металлов».

### Игровая карьера
Начал заниматься хоккеем с шайбой в новосибирском «Пищевике» (1948—1952). Впоследствии играл в юношеской, молодёжной и главной команде новосибирского «Динамо» (1952—1960), выступал за него и во время срочной армейской службы. В составе динамовцев в 1953 году стал бронзовым призёром чемпионата СССР среди юношей.
После окончания службы в армии работал на Новосибирском заводе электровакуумных приборов, играл за местную «Энергию».
В 1961—1966 годах выступал за усть-каменогорское «Торпедо», был капитаном команды. В 1962 году стал чемпионом Казахской ССР, в 1964 году — бронзовым призёром класса «Б» первенства РСФСР, после чего торпедовцы вышли в класс «А».

### Тренерская карьера
В 1964 году параллельно выступлениям начал тренерскую карьеру. В 1964—1969 годах тренировал усть-каменогорское «Торпедо», ассистировал старшему тренеру Юрию Баулину. В 1972—2007 годах был тренером усть-каменогорской спортшколы «Алтай», в 1986—2007 годах — усть-каменогорской СДЮШОР по хоккею.
В 1978 году заочно окончил Омский институт физической культуры, получив диплом тренера.
Под руководством Тархова юношеские команды «Торпедо» добивались успехов на всесоюзной арене: команда хоккеистов 1963 года рождения завоевала серебро всесоюзного финала «Золотой шайбы» и первенства СССР в 1978 году. Юноши 1966 года рождения выиграли юношеское первенство СССР в 1980 году. Юноши 1971 года рождения под маркой сборной Казахской ССР завоевали бронзу первенства СССР среди команд союзных республик и Москвы в 1986 году, а также серебро юношеского чемпионата СССР 1988 года.
Среди воспитанников Тархова — олимпийский чемпион Борис Александров, чемпион мира Юрий Леонов, серебряный призёр чемпионата мира Виталий Филиппов, призёр юношеского чемпионата мира Равиль Гатаулин, выступавший за московский ЦСКА Владимир Локотко.
В сезоне-1992/93 тренировал студенческую сборную Казахстана, помог ей завоевать первую в истории награду — серебряные медали зимней Универсиады в Закопане.
В 1995—1997 годах входил в тренерский штаб сборной Казахстана. В 1996 году выиграл с ней золотые медали зимних Азиатских игр в Харбине и дивизиона «С» чемпионата мира.
В 1995—1999 годах тренировал вратарей женской сборной Казахстана.
Заслуженный тренер Казахской ССР (1978).
Награждён медалью «За трудовое отличие», юбилейными медалями, благодарностями и грамотами республиканского и областного комитетов по физической культуре и спорту, ведомств, партийных, комсомольских, профсоюзных органов.
21 декабря 2011 года решением Усть-Каменогорского городского маслихата за вклад в развитие казахстанского хоккея и большой вклад в воспитание молодого поколения удостоен звания почётного гражданина Усть-Каменогорска.

### Смерть
Скончался 8 марта 2024 года на 88-м году жизни.